# Jocotenango
Jocotenango é uma cidade da Guatemala do departamento de Sacatepéquez. Entre seus filhos mais ilustres está o cantor e compositor Ricardo Arjona.